# Es Pedregar

## Sinopsis y localización
Es Pedregar es un yacimiento arqueológico, es un poblado del periodo talayótico producido en las Islas Baleares, el estado de conservación del yacimiento es bastante bajo ya que hay algunas estructuras que no se conservan hoy en día. 
Lo que se conserva de las estructuras son las básicas y el resto se ha perdido a lo largo de los años. El yacimiento no posee una gran cantidad de indicaciones por lo que puede dificultar en gran parte su localización.
Este poblado se encuentra en el municipio mallorquín de Llucmajor, formando parte de la finca Es Pedregar que se encuentra en las afueras del mismo municipio, al punto dónde se encuentra el yacimiento se tiene que ir en coche pero una vez allí se tiene que acceder a pie ya que se encuentra dentro del recinto y no se puede acceder en coche. Para llegar debe ser desde el municipio por la carretera de Cala Pi unos seis kilómetros hasta llegar a las casas de la finca, una vez allí las estructuras del poblado se encuentran detrás de las casas de la finca y en el otro lado la muralla del mismo.

## Grado de conservación y potencialidad de la visita
En primer lugar, el grado de conservación del yacimiento depende del conjunto que se analice. Con respecto a las cabañas se puede decir que su altura máxima es de 4 metros y su grado de conservación es de 9. En cuanto a la otra unidad, el santuario, su altura máxima es de 5 metros y su grado de conservación es de 8.
Por otro lado, respecto a la potencialidad de la visita, cabe destacar diferentes aspectos. En primer lugar, en cuanto a la monumentalidad del conjunto, la altura máxima de todas las estructuras es de 6 metros y el grado de identificación de las mismas se de un 3 por tanto la media de la monumentalidad del conjunto es de 4'6.
En cuanto a la significación histórica, el nivel de aportación histórica es de 3 y el nivel de valoración social es también de 3. La media obtenida de la significancia estético-formal es de 3'5.
En el aspecto del potencial turístico-educativo hay que decir que la media obtenida en este conjunto es de 2, relativamente baja. También hay que mencionar el acondicionamiento del conjunto, donde en el apartado de acondicionamiento y limpieza se da un valor de 2 y en el de señalización del conjunto un 1, obteniendo una media de acondicionamiento de 1'5. Como conclusión de estos aspectos hay que decir que el conjunto en sí no tiene ningún itinerario definido para visitarlo, ni tampoco carteles que expliquen la función de cada estructura presente dentro del conjunto.

## Descripción del yacimiento
La parte del poblado que forma el conjunto, es decir las murallas y restos de cabañas fueron excavadas por Habsburgo-Lorena, LS, y la parte del santuario fue excavada por Josep Colominas durante los años 20 del siglo XX. Las estructuras que se pueden encontrar dentro del conjunto son la muralla que rodea el poblado y que esta abarca una gran extensión de la finca. Por otro lado también se encuentra la zona sagrada del poblado, donde se pueden encontrar los restos de un santuario donde los habitantes del poblado llevaban a cabo los ritos funerarios propios de la cultura talayótica.

## Interpretación del yacimiento
Este poblado talayótico, igual que los demás, es de gran importancia ya que supone el paso de vivir en cuevas u otros, como es el caso de la cultura pretalayótica, a vivir en grupos organizados con una estructura social y una cierta jerarquización. El poblado contiene un santuario, por lo que nos hace pensar que los miembros de estos grupos tenían creencias religiosas, y que los poblados además de lugar de residencia también se realizaban estos actos ceremoniales a diferencia de otras culturas prehistóricas en las que las ceremonias se realizaban apartadas de los poblados.
El conjunto aún conserva parte de la estructura de la muralla, este elemento también nos informa que había enfrentamientos con otros poblados talayóticos de la isla y que la rivalidad entre los grupos era notable, o también para defenderse de invasiones extranjeras, además de servir como un elemento delimitador del territorio de un grupo u otro.
Como se menciona anteriormente, la importancia de estos poblados alcanza un gran nivel, dándonos información sobre una evolución hacia una estructura social más compleja en los grupos de pobladores de la isla.

## Procedencia de los pobladores talayóticos
Los hombres de la cultura talayótica procedían de las islas del Mediterráneo, así como los miembros de la cultura pretalayótica, y principalmente procedían de la Mediterránea Oriental.
Durante este periodo se produce un cambio en el sistema social, apreciable en el tipo de construcciones que realizaban y las armas que se encontraron en los yacimientos como muestra de las necesidades defensivas de los habitantes de la isla, es cierto que durante este periodo se produce la colonización del Mediterráneo por parte de los pueblos orientales como los griego, los fenicios y los cartagineses, y que probablemente era de estos pueblos de los que se protegían.
Durante el siglo VIII a.C. se produce el período de decadencia de los pueblos talayóticos a causa de la colonización, y es en este momento cuando surgen los honderos baleares descritos por autores griegos y latinos, no pertenecen a la cultura talayótica.